# Nombre octogonal

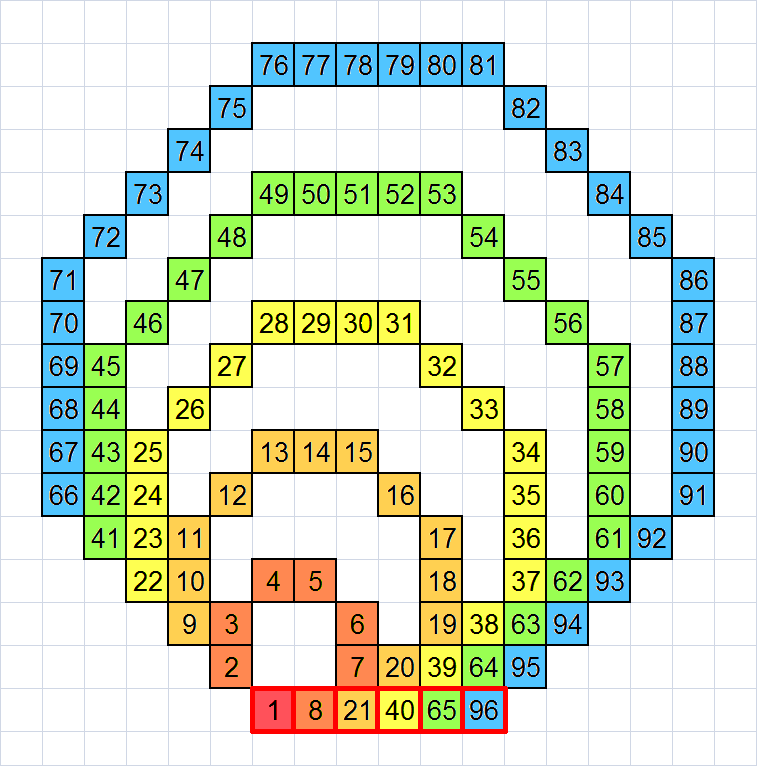
Le nombre octogonal dans son carré entouré de rouge, avec les nombres octogonaux qui le précèdent.

En mathématiques, un nombre octogonal est un nombre figuré polygonal qui peut être représenté graphiquement par des points répartis dans un octogone. Le nombre octogonal d'ordre {\displaystyle n} est donné par la formule , :
{\displaystyle P_{8,n}=O_{n}=n(3n-2)}.
Les treize premiers nombres octogonaux sont 1, 8, 21, 40, 65, 96, 133, 176, 225, 280, 341, 408 et 481 (suite A000567 de l'OEIS).

## Obtention de ces nombres

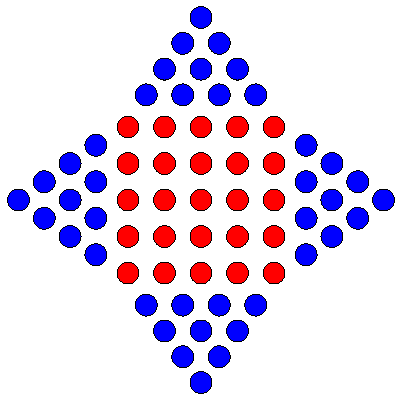
Nombre octogonal

Pour avoir {\displaystyle n} points sur chaque côté de l'octogone extérieur, on ajoute à l'étape {\displaystyle n} : {\displaystyle 8-1} points aux sommets et {\displaystyle (8-2)(n-2)} points à l'intérieur des côtés, d'où {\displaystyle O_{n}-O_{n-1}=7+6(n-2)=6(n-1)+1}.
Donc {\displaystyle O_{n}=\sum _{k=1}^{n}(6(k-1)+1)=\sum _{k=0}^{n-1}(6k+1)=3n(n-1)+n=n(3n-2)}.

## Autre construction
De la formule générale {\displaystyle P_{k,n}=P_{k-1,n}+T_{n-1}}, découle par exemple que {\displaystyle O_{n}} s'obtient en ajoutant le nombre carré {\displaystyle C_{n}} au quadruple du {\displaystyle (n-1)}-ème nombre triangulaire : {\displaystyle O_{n}=C_{n}+4T_{n-1}=n^{2}+2n(n-1)} .

## Propriétés
- {\displaystyle O_{n}=n+6T_{n-1}=n+3n(n-1)} est congru à {\displaystyle n} modulo 6 et a donc même parité que lui.

- D'après le théorème des nombres polygonaux de Fermat, tout entier naturel est la somme d'au plus 8 nombres octogonaux.
- Pour les nombres à la fois octogonaux et triangulaires[3], voir la suite A046183 de l'OEIS.